# Pantanedo
Pantanedo (Pantanee in dialetto milanese, AFI: [pantaˈneː]) è una frazione del comune di Rho nella città metropolitana di Milano, posta ad est del centro abitato, verso Baranzate e Pero.
A sud di Pantanedo è posta la nuova Fiera di Milano.
I suoi abitanti sono chiamati pantanedesi.
Il quartiere ospita oggi i grandi svincoli di interconnessione, fra la Tangenziale Ovest di Milano, la viabilità d'accesso alla fiera e l'alta velocità ferroviaria.

## Storia
Pantanedo fu un antico comune del Milanese, confinante a nord con Mazzo, ad est con la Cassina Triulza, a sud con Pero e Cerchiate, e ad ovest con Rho. Alla fine del XVIII secolo subì un pesante spopolamento, tanto che se nell'estimo dell'imperatrice Maria Teresa del 1771 risultava avere 201 abitanti, alla proclamazione del Regno d'Italia nel 1805 contava solo 91 anime. Nel 1809 fu soppresso con regio decreto di Napoleone ed annesso a Terrazzano, la quale fu poi a sua volta inglobata in Rho nel 1811.
Il comune di Pantanedo fu ripristinato con il ritorno degli austriaci, che poi tuttavia tornarono suoi loro passi nel 1841, anno in cui il governo asburgico decise l'annessione di Pantanedo al comune di Mazzo.
Seguendo le sorti di Mazzo, nel 1928 entrò a far parte di Rho.